# Isaac Lodewijk la Fargue van Nieuwland

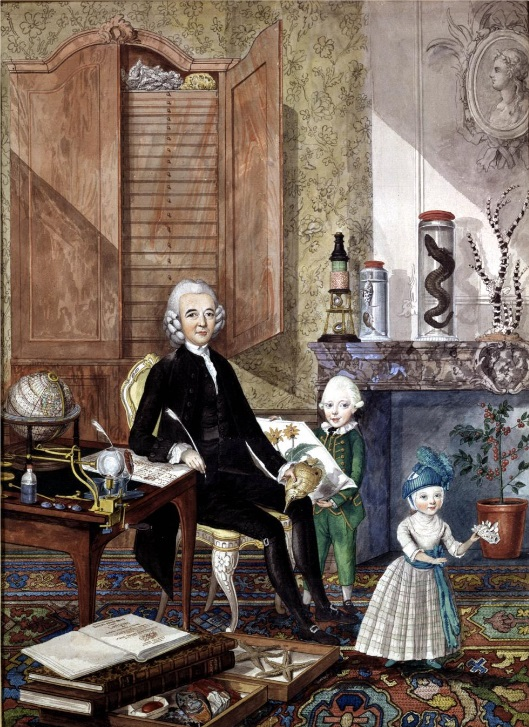
Retrato do naturalista Laurentius Theodorus Gronovius com os seus filhos Johannes e Samuel.

Isaac Lodewijk la Fargue van Nieuwland (Haia, 1734 — Haia, 1805), frequentemente grafado Isaac Lodewyk de Lafargue van Nieuwland, foi um pintor holandês com actividade no norte dos Países Baixos.	

## Biografia
Nasceu em Haia, filho de Jan Thomas la Fargue e era irmão mais novo de Paulus Constantijn la Fargue.  Os seus outros irmãos, Maria Margaretha, Karel e Jacob Elias também foram pintores.
Em 1768 foi admitido como membro da Confrerie Pictura., tendo-se dedicado ao retrato e à gravação, embora tenha produzido paisagens.
Gravou alguns dos retratos da obra Tooneel der uitmuntende schilders van Europa, um dicionário de pintores em que também colaborou o seu irmão Paulus Constantijn, razão pela qual é mais conhecido como retratista.	

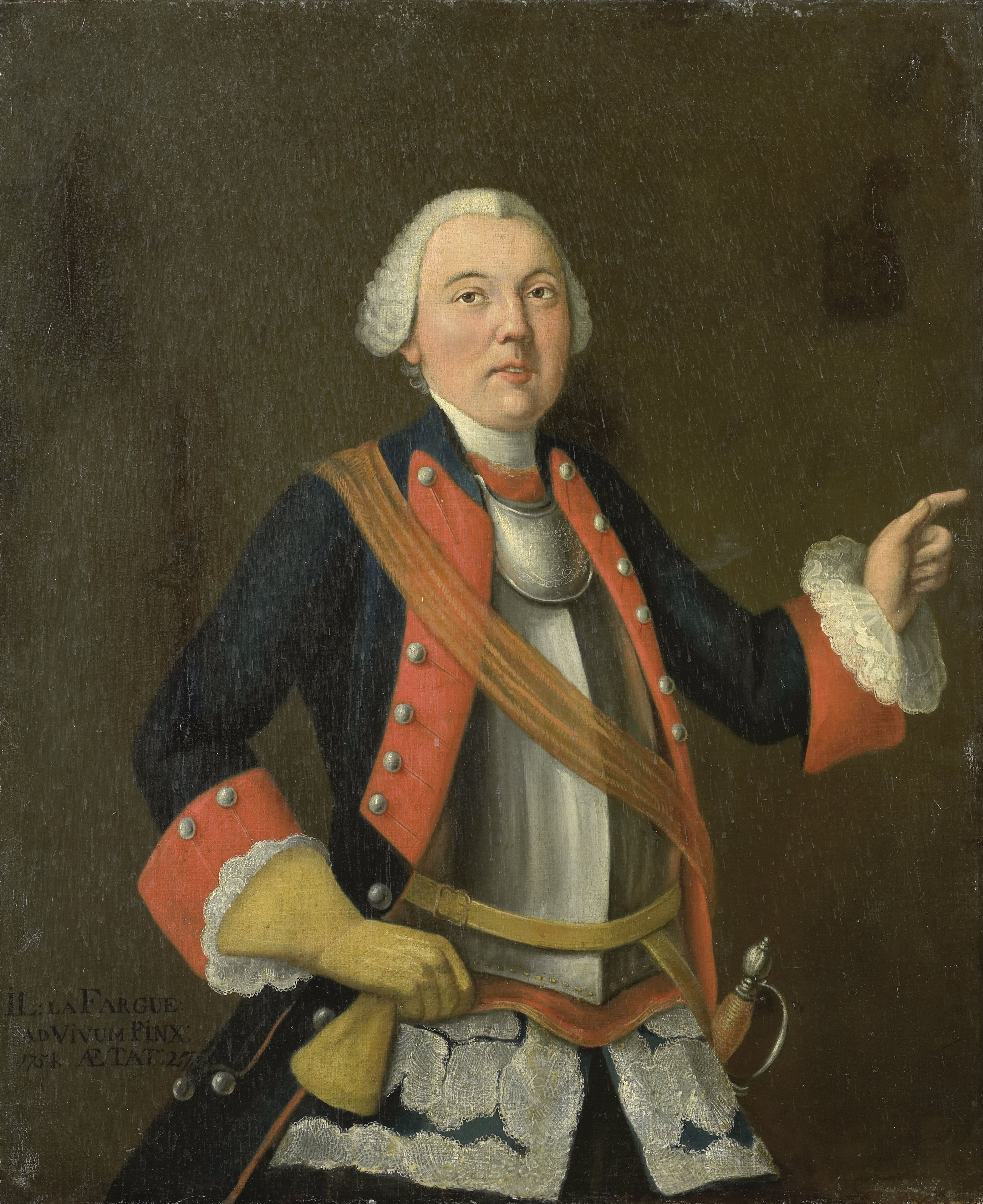
Jan Hendrik van Rijswijk
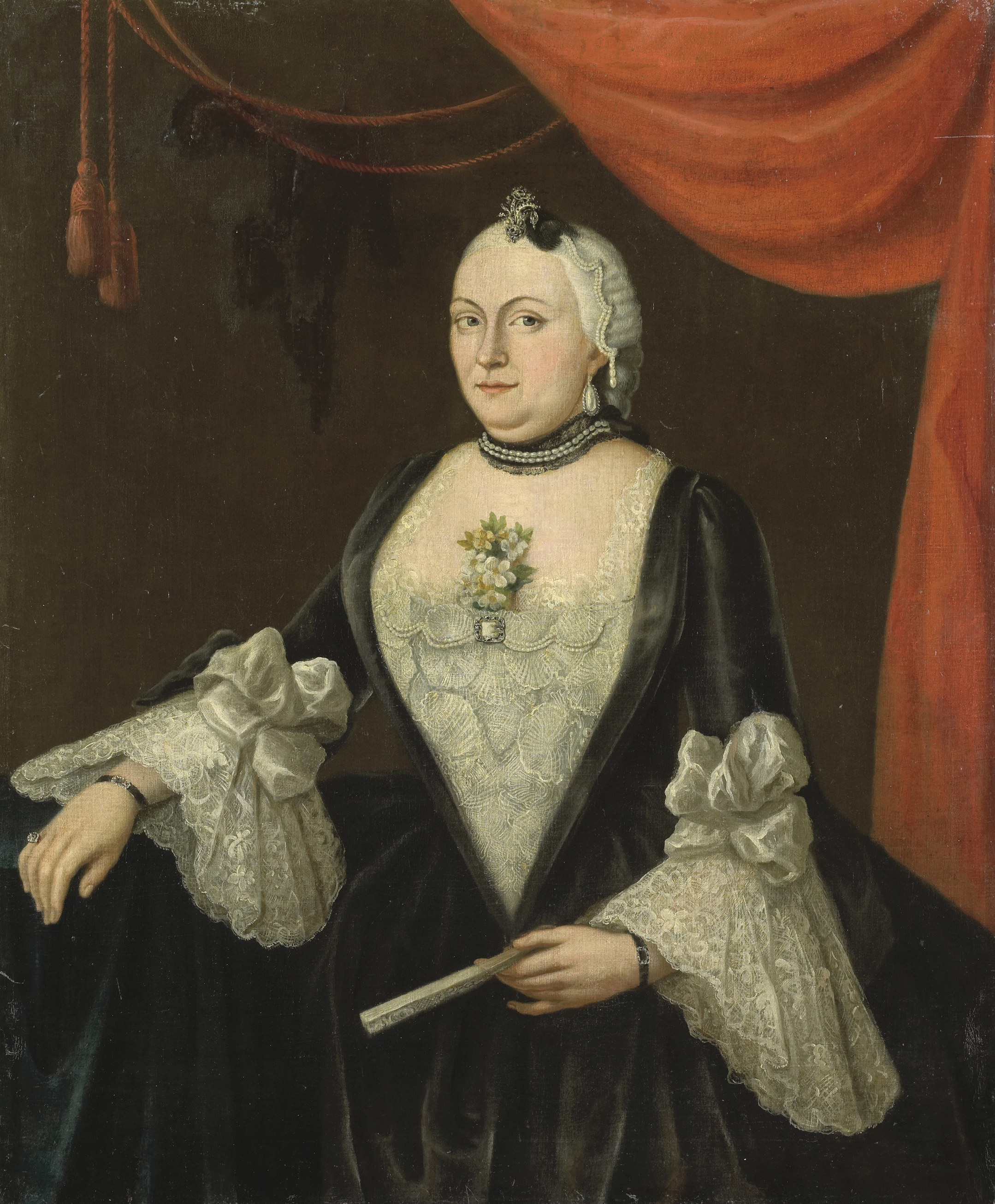
Johanna van Rijswijk
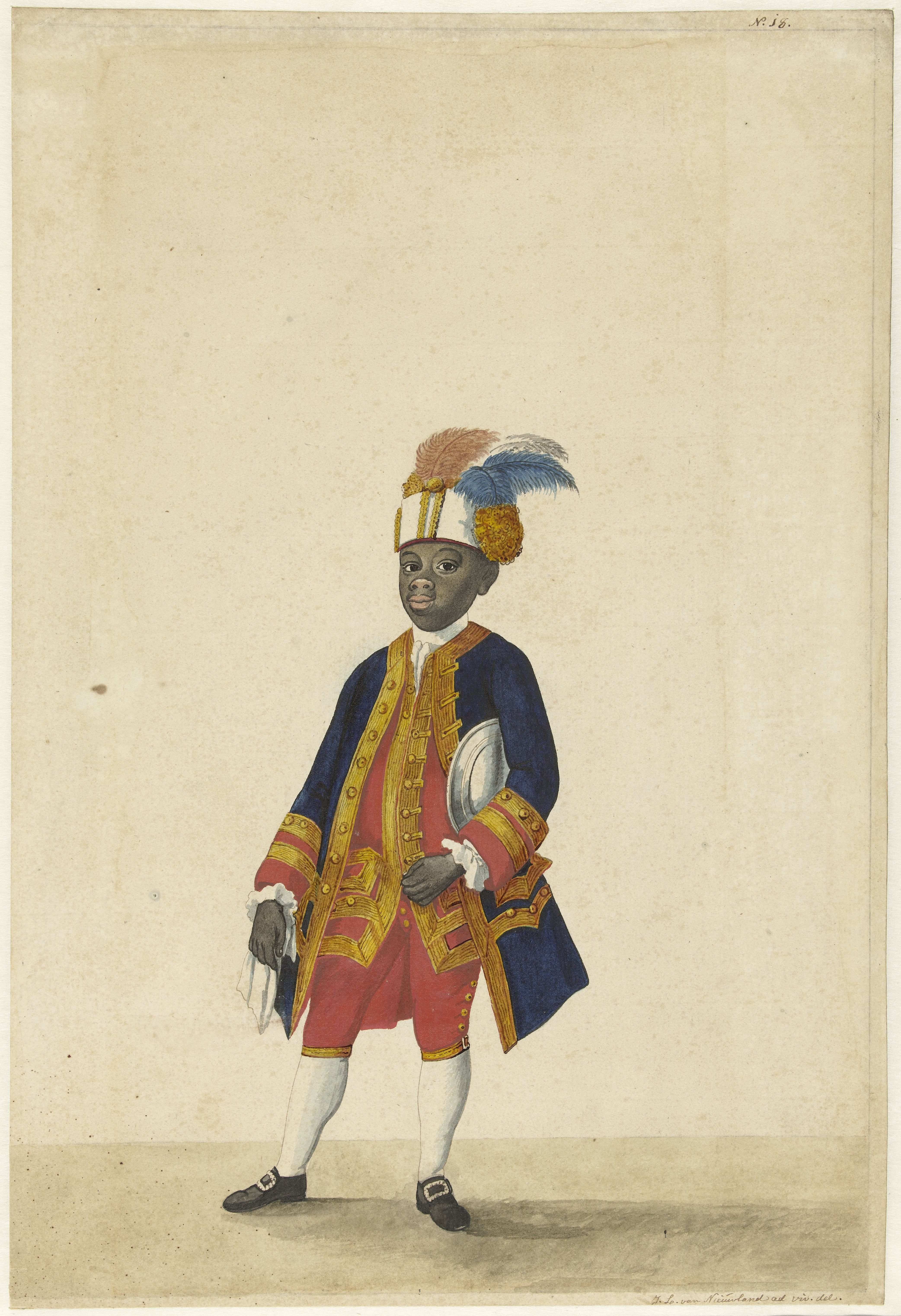
Willem Frederik Cupido (1766)